# Східноафриканські галофіти
Східноафриканські галофіти (ідентифікатор WWF: AT0714) — афротропічний екорегіон затоплюваних луків і саван, розташований у Східній Африці.

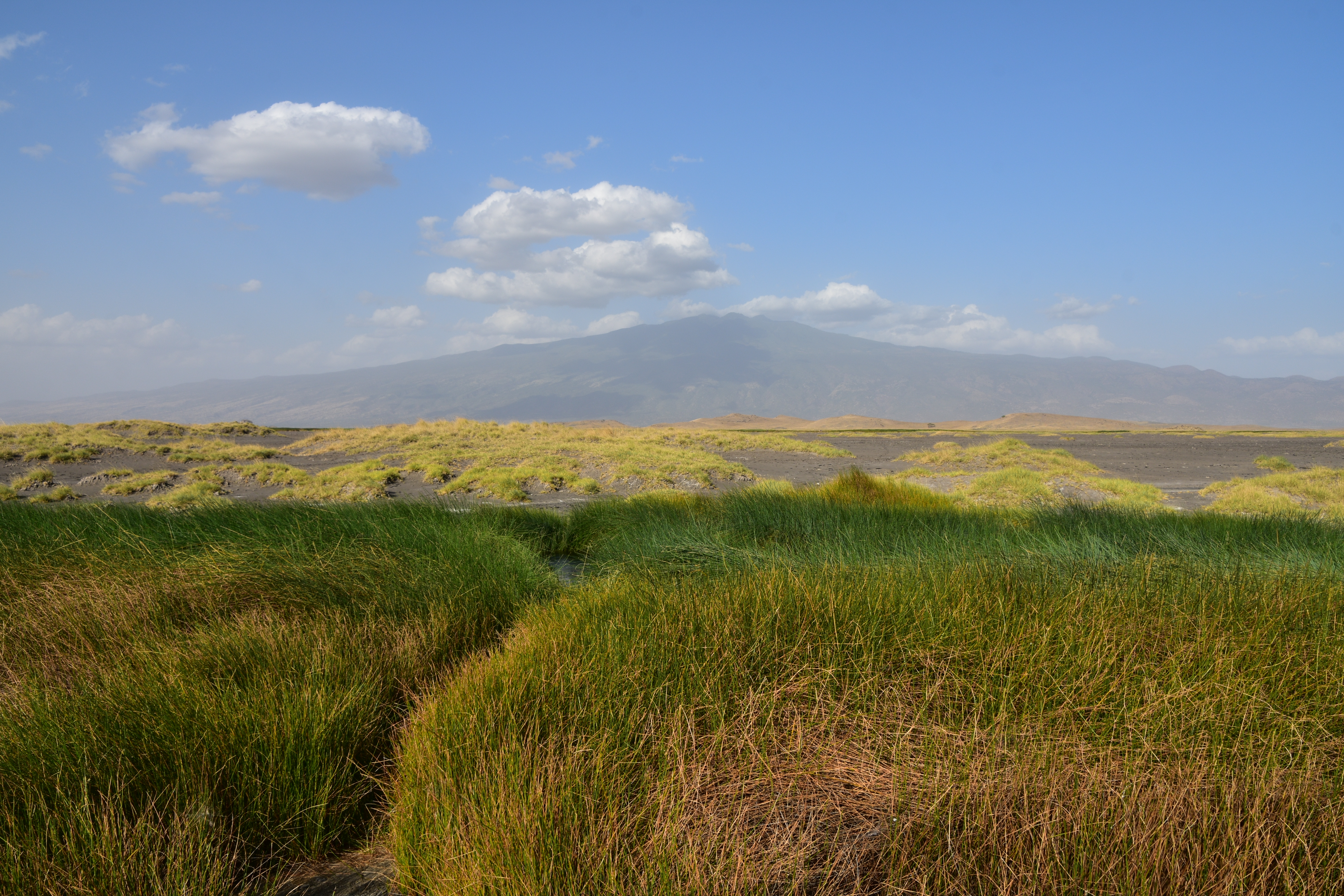
Галофітні луки, поширені на рівнинах навколо озера Натрон

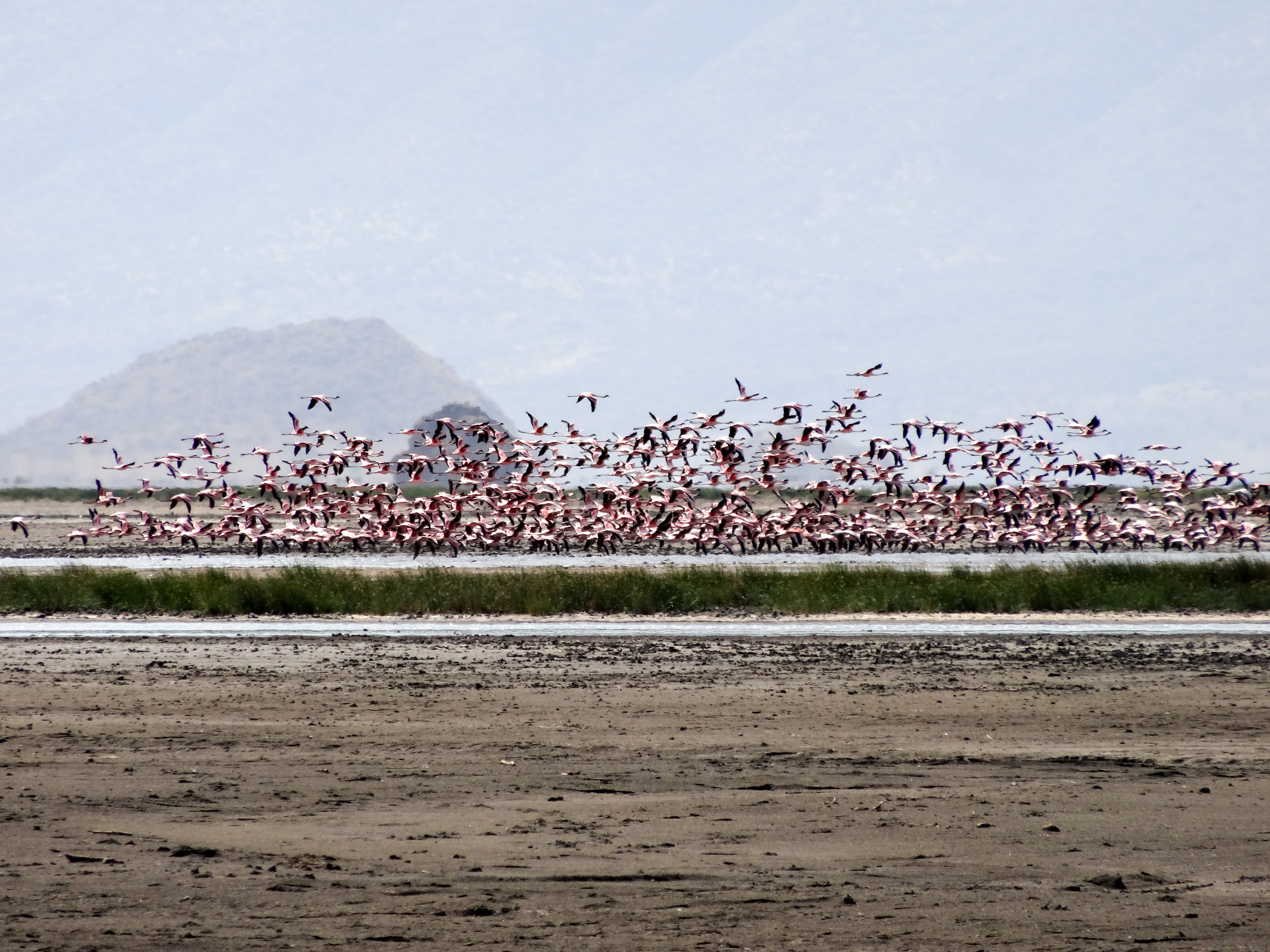
Зграя малих фламінго над озером Натрон

## Географія
Екорегіон східноафриканських галофітів охоплює два солоно-лужних озера, розташованих у Великій рифтовій долині (частині Східного рифту) на території Танзанії. Найбільшим з них є озеро Натрон, максимальна довжина якого становить 57 км, а ширина — 22 км. Він розташований в регіоні Аруша на півночі Танзанії, на кордоні з Кенією, на 36° східної довготи та 2°30′ південної широти. Озеро Сулунга або Бахі приблизно вдвічі менше за озеро Натрон і розташоване в районі Сингіда в центральній частині Танзанії, на захід від столиці країни Додоми, приблизно на 35° східної довготи та 6° південної широти.
В часи, коли формувалася Велика рифтова долина, вулканічна активність в регіоні була більшою, ніж сьогодні, і навколишні рівнини регулярно вкривали товсті шари лави та вулканічного попелу. В подальшому швидке вивітріювання вулканічних пагорбів та гір уздовж Рифтової долини призвело до відкладення вулканічного попелу в западинах та формування глибоких, багатих на натрій вулканічних ґрунтів. Ці високонатрієві ґрунти залягають на погано дренованому дні озер.
Озеро Натрон переважно живиться водами річки Евасо Нг'іро, яка бере свій початок на схилах уступу Мау в центральній частині Кенійського нагір'я. Також в Натрон впадають гарячі мінеральні джерела, які вирують на периферії озера, підіймаючи на поверхню розчинні солі. В озеро Сулунга впадає річка Бубу, яка бере свій початок у нагір'ї Мбулу в центральній Танзанії. Обидва озера є безстічними, і втрата води з них відбувається виключно через випаровування. Висока швидкість випаровування та постійне надходження солей із солоного субстрату призводять до того, що вода в озерах є надзвичайно солоною. Озеро Натрон є найбільш лужним озером у світі. Вода в ньому настільки багата розчиненим карбонатом натрію, що часто є в'язкою на дотик.

## Клімат
В межах екорегіону переважає напівпустельний клімат (BSh за класифікацією Кеппена). Середньорічна кількість опадів в регіоні становить близько 800 мм і значно коливається з року в рік. Більшість опадів випадає в період з грудня по травень, після чого наступає тривалий сухий сезон. Денна температура в регіоні часто перевищує 40 °C. Спекотний, сухий клімат сприяє швидкому випаровуванню озерної води.
Під час вологого періоду 5000-6000 років тому на місці озер Натрон та Сулунга існували великі прісноводні озера, однак тривале висихання клімату в екорегіоні призвело до того, що ці озера зменшилися до їхніх нинішніх залишків, вода в яких є дуже солоною. В майбутньому, якщо тенденція збережеться, озера регіону продовжуватимуть мілішати, поки не перетворяться на солончаки та, зрештою, на солоні луки. В Танзанії та Кенії існує багато інших пересохлих озер, які вже пройшли цей шлях.

## Флора
Озера Натрон та Сулунга позбавлені макрофітної рослинності, але багаті на водорості та ціанобактерії, зокрема на спіруліни (Spirulina spp.), які домінують у їхніх солоних водах. Великі солоні грязьові рівнини, що оточують озера, також позбавлені макрофітної рослинності та класифікуються як солончакові пустелі. Під час сезону дощів ці вкриті сіллю солончаки вкриваються шаром синьо-зелених водоростей. Серед галофітних рослин, що зустрічаються на солончаках регіону, слід відзначити гладкий смикавець (Cyperus laevigatus), приморський ситник (Juncus maritimus), перську сальвадору (Salvadora persica), колючий спороболус (Sporobolus spicatus), могутній спороболус (Sporobolus robustus), однодомний содник (Suaeda monoica), тріплоцефалум Холста (Triplocephalum holstii) та різні види воронячої лапи (Dactyloctenium spp.). На менш засолених рівнинах, що оточують озерні западини, ростуть трави, кущі єгипетської річкової коноплі (Sesbania sesban) та поодинокі жовтокорі акації (Vachellia xanthophloea). Солоні луки озера Натрон на півдні переходять у вулканічні луки Серенгеті, а на півночі — у північні акацієво-комміфорові чагарники та хащі. Солоні луки Сулунги повністю оточені південними акацієво-комміфоровими чагарниками та хащами.

## Фауна
Води солоних озер регіону надзвичайно негостинні: водневий показник (рН) цього насиченого сольового розчину становить 9-10, а температура води поблизу мінеральних джерел досягає 41 °C. Крім того, ці умови непостійні, а різко змінюються під час дощів. Сильні дощі тимчасово охолоджують воду в озерах та різко зменшують рН. Грязьові рівнини, що оточують озера, такі ж негостинні: екстримально високі температури, сильний вітер, рідкісна рослинність та багниста поверхня, по якій неможливо пересуватися більшості ссавців. В результаті цих екстремальних та дуже мінливих умов фауністичне різноманіття регіону є дуже низьким. Однак деякі види, пристосовані до цього середовища, процвітають у ньому і мають дуже великі популяції.
До таких видів належить три види риб, які мешкають в озері Натрон, — лужна тиляпія (Alcolapia alcalica), яка окрім Натрону, мешкає також на болотах Шомполе, та ендемічні широкогуба натронська тиляпія (Alcolapia latilabris) і вузькорота натронська тиляпія (Alcolapia ndalalani). Ці маленькі рибки (завдовжки близько 10 см) живуть поблизу гарячих джерел, де температура води становить 36-40 °C.  Вони здатні протистояти високим температурам та солоності, а також змінам умов, викликаних дощами.
На озерах Натрон і Сулунга гніздяться найбільші популяції фламінго у Східній Африці. Тут зустрічаються як рожевокрилі фламінго (Phoenicopterus roseus), так і малі фламінго (Phoeniconaias minor), причому останніх більше у 100 разів. Для малих фламінго озеро Натрон є єдиним регулярним місцем гніздування в Африці. Цей вид гніздився тут протягом 9 з 14 років (з 1954 по 1967 роки). У цей час було зафіксовано лише одне інше місце гніздування цього виду — озеро Магаді в Кенії, де малі фламінго гніздилися у 1962 році. Основним місцем гніздування рожевокрилих фламінго в Африці є солончаки Макгадікгаді-Пану, але озеро Натрон також є важливим місцем їхнього розмноження. Між 1951 і 1971 роками рожевокрилі фламінго гніздилися на озері Натрон протягом 5 з 12 років. Хоча озеро Натрон є важливим місцем гніздування фламінго, воно не є основним місцем живлення: ці птахи шукають їжу на озерах Накуру та Богорія в Кенії, які є дещо менш солоними, внаслідок чого в них живе більше дрібних ракоподібних та ціанобактерій, ніж в Натроні.
Загалом фауна екорегіону є недостатньо вивченою через його віддаленість. Відомо, що між озером Натрон та Національним парком озера Маньяра в Кенії мігрують блакитні гну (Connochaetes taurinus), зебри Гранта (Equus quagga boehmi) та газелі Томпсона (Eudorcas thomsonii). Серед інших великих ссавців, що зустрічаються в регіоні, слід відзначити саванного слона (Loxodonta africana), дуже рідкісного чорного носорога (Diceros bicornis), масайську жирафу (Giraffa tippelskirchi), африканського буйвола (Syncerus caffer), звичайну канну (Taurotragus oryx), бейзу (Oryx beisa), імпалу (Aepyceros melampus melampus) та газель Гранта (Nanger granti). Серед хижих ссавців, поширених на рівнинах навколо озер, слід відзначити лева (Panthera leo), південноафриканського гепарда (Acinonyx jubatus jubatus) та звичайного каракала (Caracal caracal). Серед поширених в регіоні плазунів слід відзначити листопалого гекона Торньє (Hemidactylus squamulatus), який є спеціалістом з рослинності, що оточує солоні озера Великої рифтової долини.

## Збереження
Оцінка 2017 року показала, що 1185 км², або 31 % екорегіону, є заповідними територіями. Природоохоронні території, які охоплюють території навколо озера Натрон, включають Зону управляння дикої природи Бурунге та Національний парк озера Маньяра. Також озеро Натрон у 2001 році було визнане Рамсарським водно-болотним угіддям міжнародного значення. Озеро Сулунга не входить до жодної природоохоронної території.